# 高知県道29号安芸物部線
高知県道29号安芸物部線（こうちけんどう29ごう あきものべせん）は、高知県安芸市から香美市に至る県道（主要地方道）である。

## 概要
安芸市港町二丁目から香美市物部町山崎に至る。
安芸市尾川乙から香南市香我美町撫川（むがわ）の境目は未供用である。

### 路線データ
- 起点：安芸市港町二丁目（国道55号交点）
- 終点：香美市物部町山崎（国道195号交点、高知県道51号夜須物部線終点）

## 歴史
- 1993年（平成5年）5月11日 - 建設省から、県道安芸物部線が安芸物部線として主要地方道に指定される[1]。

## 路線状況

### 重複区間
- 高知県道51号夜須物部線（香南市香我美町撫川（むがわ） - 香美市物部町山崎（終点））

## 地理

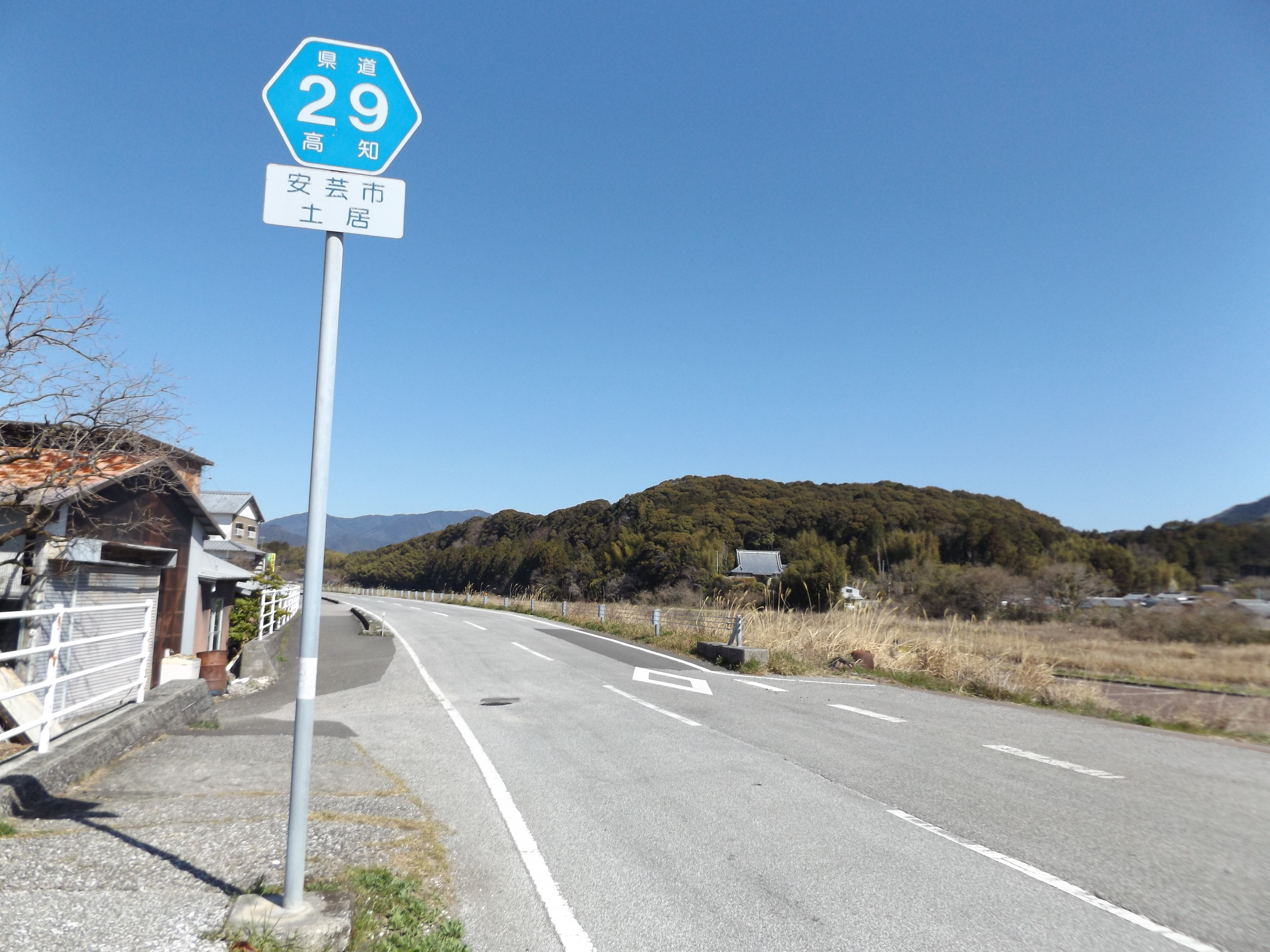
安芸市内を安芸川に沿って通る。撮影地点近くには安芸城跡がある。

### 通過する自治体
- 安芸市
- 香南市
- 香美市

### 交差する道路
| 交差する道路                                        | 市町村名 | 交差する場所           | 交差する場所 |
| --------------------------------------------------- | -------- | ---------------------- | ------------ |
| 国道55号                                            | 安芸市   | 港町2丁目              | 起点         |
| 高知県道212号宮の上川北線 高知県道213号高台寺川北線 | 安芸市   | 土居                   |              |
| 高知県道212号宮の上川北線                           | 安芸市   | 僧津                   |              |
| 高知県道212号宮の上川北線                           | 安芸市   | 井ノ口乙               |              |
| 高知県道210号畑山栃木線                             | 安芸市   | 栃ノ木                 |              |
| 未供用区間                                          |          |                        |              |
| 高知県道51号夜須物部線 重複区間起点                 | 香南市   | 香我美町撫川（むがわ） |              |
| 国道195号 高知県道51号夜須物部線 重複区間終点       | 香美市   | 物部町山崎             | 終点         |

### 交差する鉄道
- 土佐くろしお鉄道ごめん・なはり線

### 沿線
- 土佐くろしお鉄道ごめん・なはり線 安芸駅
- 高知県立安芸桜ヶ丘高等学校
- 安芸川